# مسابقه کالسکه‌رانی

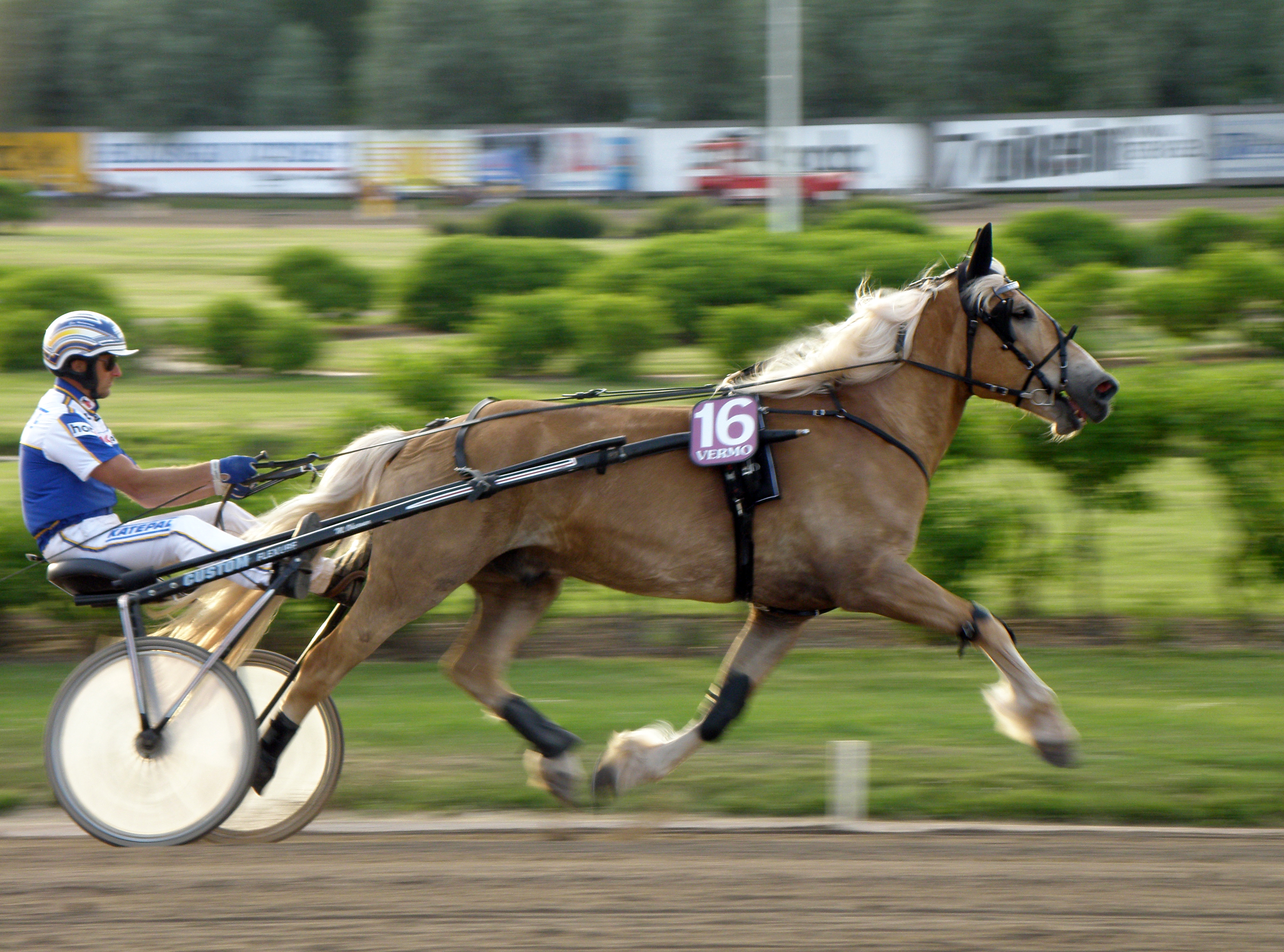
مسابقه کالسکه‌رانی.

مسابقه کالسکه‌رانی نوعی از ورزش اسب‌دوانی است که در آن اسب‌ها به کالسکه‌های دوچرخه بسته می‌شوند و این اسب‌ها تنها اجازه دارند به صورت یورتمه راه بروند.
اسب‌هایی که برای این نوع مسابقات استفاده می‌شوند معمولاً به گونه‌ای ترکیب نژادی داده شده‌اند که برای این منظور بهتر عمل کنند و در تربیتشان نیز همین هدف مد نظر بوده‌است.